# Koolstoffusie
Het proces van koolstoffusie of koolstofverbranding betreft een aantal nucleaire reacties die plaatsvinden in de kernen van massieve sterren (van ten minste 8 M☉ bij de stergeboorte) dat koolstof in andere elementen fuseert. Hiervoor zijn hoge temperaturen (> 5×108 K of 50 keV) en dichtheden (> 3×109 kg/m³) nodig.
Deze getallen voor temperatuur en dichtheid zijn slechts indicatief. Massievere sterren verbruiken hun massa sneller, omdat zij met een grotere zwaartekracht te maken hebben in het hydrostatisch evenwicht. Dit betekent over het algemeen hogere temperaturen, alhoewel bij lagere dichtheden, dan voor minder massieve sterren. Om de juiste getallen behorende bij een bepaalde massa te verkrijgen kan men stellaire structuurmodellen gebruiken in combinatie met computeralgoritmen. Zulke modellen worden regelmatig verfijnd, gebaseerd op experimenten uit de kernfysica (die nucleaire reacties meten) en astronomische waarnemingen (zoals het direct observeren van massaverlies, nucleaire producten in het spectrum).

## Fusiereacties
De belangrijkste reacties zijn:
12C + 12C → 20Ne + 4He  (+ 4,617 MeV)
12C + 12C → 23Na + H  (+ 2,241 MeV)
12C + 12C → 23Mg + n  (− 2,599 MeV)
Alternatieven:
12C + 12C → 24Mg + γ  (+ 13,933 MeV)
12C + 12C → 16O + 2 4He  (− 0,113 MeV)

## Reactieproducten
Deze reeks reacties kan worden begrepen als de twee koolstofkernen samensmelten tot een vorm van een aangeslagen toestand van een 24Mg-kern, die dan vervalt op een van de vijf manieren hierboven geformuleerd. De eerste twee reacties zijn sterk exotherm, zoals af valt te leiden van de geproduceerde positieve energieën, en zijn de meest voorkomende producten van de reacties. De derde reactie is sterk endotherm, wat af te leiden is uit de grote negatieve energie, wat aangeeft dat deze geabsorbeerd wordt en niet uitgestraald. Dit maakt dit onwaarschijnlijker, maar niet onmogelijk in de energierijke omgeving van koolstoffusie. De productie van deze weinige neutronen is relevant, aangezien ze kunnen samengaan met zware kernen, aanwezig in minimale hoeveelheden in de meeste sterren, om nog zwaardere isotopen te vormen door middel van het s-proces (Engels: slow neutron capture process): het invangen van neutronen in een atoomkern waardoor het massagetal van deze isotoop met 1 toeneemt, of - in het geval van bètaverval - het atoomnummer met 1 toeneemt.
De vierde reactie lijkt op het eerste gezicht het meest voorkomend vanwege de hoge vrijgekomen energie, echter is deze erg onwaarschijnlijk omdat deze voortkomt uit elektromagnetische interactie, omdat het een gamma-foton produceert, in plaats van de sterke kernkracht tussen de kernen, zoals in de eerste twee reacties. Kernen trekken elkaar harder aan dan dat er interactie tussen een foton van deze energie en zo'n kern is. De 24Mg-kern is echter wel het enige overgebleven magnesium in de sterkern wanneer de koolstoffusie is opgestookt, omdat 23Mg onstabiel is.
De laatste reactie is ook erg onwaarschijnlijk omdat het drie reactieproducten betreft en het is ook nog eens endothermisch - als de reactie omgekeerd plaats zou vinden zouden er drie reactieproducten tegelijkertijd samen moeten komen, wat lastiger is dan slechts twee.
De protonen geproduceerd door de tweede reactie kunnen deelnemen aan de proton-protoncyclus, of de koolstof-stikstofcyclus, maar ze kunnen ook gevangen worden door de 23Na om dan 20Ne en 4He-kernen te vormen. Een groot gedeelte van het 23Na geproduceerd door de tweede reactie wordt op deze manier verbruikt. In sterren van 9 tot 11 M☉ (zonsmassa) overleeft het zuurstof (16O) goed, eerder geproduceerd door de heliumfusie in eerdere fasen van sterevolutie, ook al wordt er wel wat van verbruikt door te fuseren met 4He-kernen. Het eindresultaat van koolstoffusie is een mengsel van hoofdzakelijk zuurstof, neon, natrium en magnesium.
Dat de massa-energie van twee koolstofkernen vergelijkbaar is met dat van een aangeslagen toestand van de magnesiumkern, noemt men 'resonantie'. Zonder deze resonantie zou koolstoffusie alleen plaatsvinden bij temperaturen die honderdmaal zo hoog zijn. Het experimentele en de theoretische onderzoek naar zulke resonanties is nog steeds in volle gang. Een vergelijkbaar resonantie-effect verhoogt de kans op het triple-alfaproces, verantwoordelijk voor de eerste productie van koolstof.

## Neutrinoverlies
Neutrinoverlies is een grote factor bij het fusieproces in sterren met de temperatuur en dichtheden van koolstoffusie. Hoewel de hoofdreacties geen neutrino's produceren, doen de nevenreacties zoals de proton-protoncyclus dat wel. Maar de voornaamste bron van neutrino's bij deze hoge temperaturen betreft een proces uit de kwantummechanica genaamd paarproductie. Gammastraling met hoge energie, groter dan de rustmassa van de massa-energierelatie van twee elektronen, kan inwerken op elektromagnetische velden van de atoomkernen in de ster, om dan een deeltje en anti-deeltje als een elektron- en positronpaar te vormen.
Normaal gesproken zal het positron vlug annihileren met een elektron, waarbij twee gamma-fotonen worden geproduceerd en is dit proces ook niet van belang bij lagere temperaturen. Maar bij 1 op de 1019 paarproducties vindt een zwakke interactie plaats tussen het elektron en positron, waardoor ze vervangen worden door een neutrino en een antineutrino-paar. Aangezien deze deeltjes zich met praktisch de lichtsnelheid voortbewegen en nauwelijks interactie aangaan met andere materie (een blok lood zou een lichtjaar (circa 9,5 biljoen km) dik moeten zijn om de helft van de neutrino's die erdoorheen gaan tegen te houden), verwijdert hun massa-energie zich van de ster. Dit energieverlies is vergelijkbaar met de energieproductie van de koolstoffusie.
Neutrinoverlies, volgens deze en vergelijkbare processen, speelt een steeds belangrijker wordende rol in de evolutie van de meeste massieve sterren. Ze forceren de ster in een hogere temperatuur om ze uit te kunnen stralen. Fusieprocessen zijn erg gevoelig voor temperatuur, zodat de ster meer energie kan produceren om het hydrostatisch evenwicht te behouden, ten koste van de snelheid waarmee nucleaire brandstof wordt verbruikt. Kernfusie produceert minder energie per massa eenheid bij het zwaarder worden van de fuserende atoomkernen. De sterkern trekt samen en verhit bij het veranderen van de brandstof, dus beide van deze processen verkorten substantieel de levensduur van elk successief kernfusieproces.
Tot en met de fase van heliumfusie is het neutrinoverlies verwaarloosbaar. Maar vanaf de fusie van koolstof en zwaardere kernen, is de reductie in levensduur van de ster vanwege het energieverlies in de vorm van neutrino's ongeveer dezelfde hoeveelheid als de toegenomen energieproductie door de kernsamentrekking en verandering van brandstof. Bijvoorbeeld bij een ster van 25 M☉ verstookt deze waterstof in de kern in 107 jaar, helium in 106 jaar en koolstof in slechts 103 jaar.

## Sterevolutie

Verschillende schillen in een zeer zware ster, waarin verschillende fusieprocessen plaatshebben.

Tijdens heliumfusie bouwen sterren een inactieve kern op die rijk is aan koolstof en zuurstof. Deze inactieve kern bereikt uiteindelijk voldoende massa om ineen te vallen door de zwaartekracht, terwijl het fusieproces van helium geleidelijk aan naar buiten wordt gewerkt. Deze afname in het inactieve kernvolume verhoogt de temperatuur tot deze leidt tot koolstoffusie. Dit brengt ook de kerntemperatuur rond de kern weer omhoog en geeft helium daar de juiste omstandigheden voor kernfusie. Hierbuiten bevindt zich dan weer een schil waarin waterstof fuseert. Het koolstof dat nu fuseert produceert de energie om de ster haar mechanisch evenwicht te herstellen. Echter is deze balans maar van korte duur; in een ster met 25 M☉ zal het meeste koolstof in de kern in slechts 600 jaar opgebruikt zijn. De duur van dit proces kan sterk variëren, afhankelijk van de massa van de ster.
Sterren met minder dan zo'n 8-9 M☉ bereiken nooit de kerntemperatuur die nodig is voor koolstoffusie; in plaats daarvan eindigen zij hun leven als een koolstof-zuurstof rijke witte dwerg, nadat heliumflitsen in de schillen geleidelijk het omhulsel de ruimte in afstoten als een planetaire nevel.
In sterren met een massa tussen 8 en 11 M☉, is de kern van zuurstof en koolstof in een toestand van ontaarde materie; koolstoffusie vindt dan plaats na een koolstofflits die slechts een paar milliseconden duurt en de kern verstoort. In de laatste fasen van de koolstoffusie ontwikkelen ze een gigantische sterrenwind, die rap het buitenste omhulsel uitstoot als planetaire nevel. Wat overblijft is een zuurstof-neon-natrium-magnesium witte dwergkern van ongeveer 1,1 M☉. De kern bereikt nooit een temperatuur hoog genoeg om zwaardere elementen dan koolstof te kunnen fuseren.
Sterren met meer dan 11 M☉ starten koolstoffusie in een kern zonder ontaarde materie; na koolstof te hebben verbruikt gaan zij door met het fuseren van neon zodra het samenkrimpen van een inactieve kern (O, Ne, Na, Mg) de temperatuur stevig verhoogt. Het zwaarst mogelijk fuserende element in de sterevolutie is ijzer. Dit komt doordat de fusie van ijzer en alle zwaardere elementen endotherm is.